# Dirk Schrade
Dirk Schrade, född den 28 juni 1978 i Münsingen i Tyskland, är en tysk ryttare.
Han tog OS-guld i lagtävlingen i fälttävlan i samband med de olympiska ridsporttävlingarna 2012 i London.